# Jon Inge Høiland

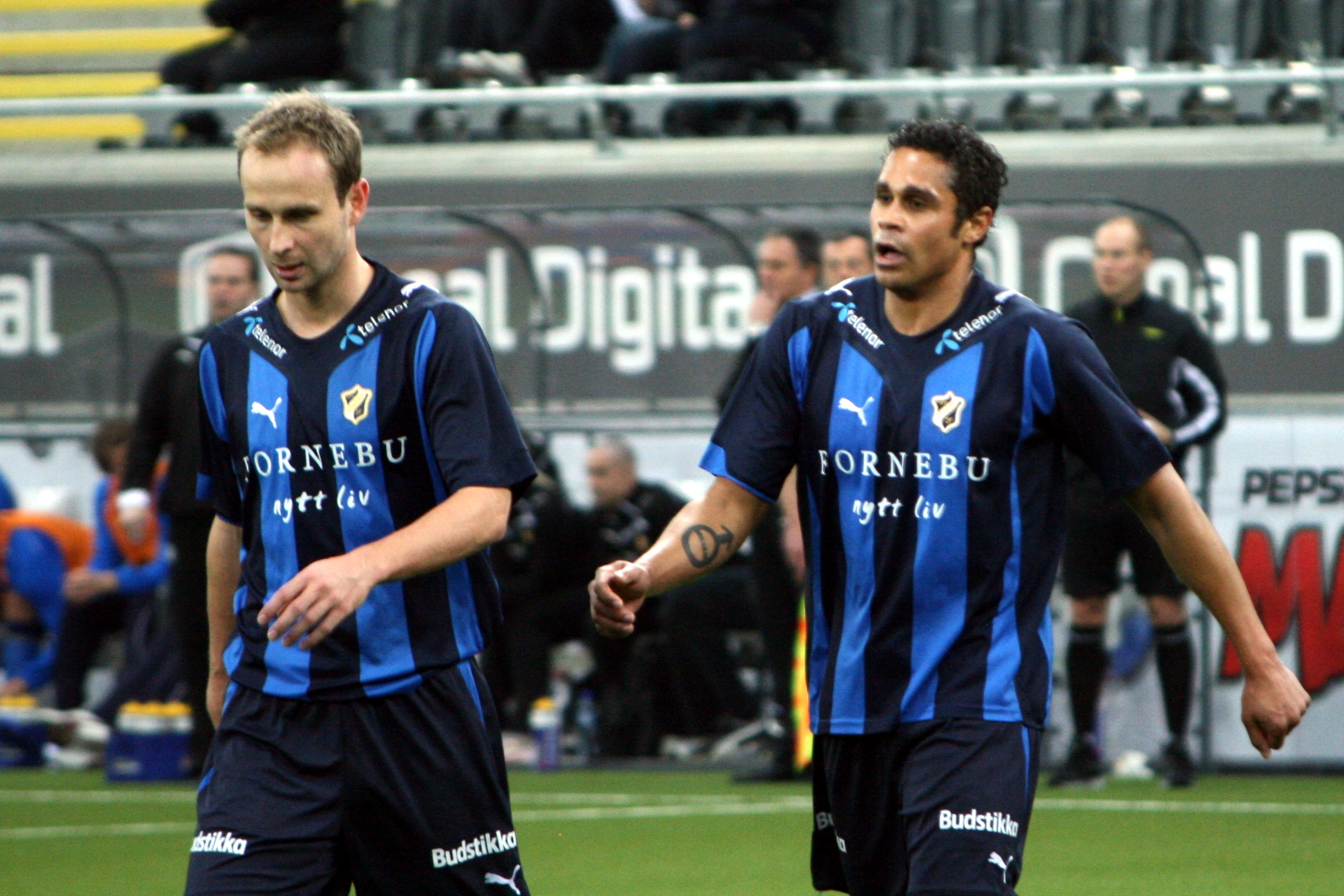
Høiland (l.) und Daniel Nannskog im März 2009 im Trikot von Stabæk Fotball

 Jon Inge Høiland (* 20. September 1977 in Fåberg) ist ein ehemaliger norwegischer Fußballspieler.
Høiland ist ein Rechtsverteidiger, der 2004 zum besten Spieler auf dieser Position in der schwedischen Liga ausgezeichnet wurde. Er verstärkte den 1. FC Kaiserslautern von Beginn der Rückrunde 2006 an, wechselte aber nach dem Abstieg zurück nach Malmö und 2007 weiter nach Stabæk. In der norwegischen Nationalmannschaft brachte er es bis 2007 auf 13 Einsätze.

## Vereine
- Kongsvinger IL (1997/98)
- IFK Göteborg (1999/2000)
- Malmö FF (2003–2005)
- 1. FC Kaiserslautern (1/2006–6/2006)
- Malmö FF (7/2006 bis 8/2007)
- Stabæk Fotball (8/2007 bis 12/2010)
- Rosenborg Trondheim (1/2011 bis 12/2013)
- Stabæk Fotball (1/2014 bis 12/2014)